# Constitution tchadienne de 2023
Pour les articles homonymes, voir Constitution du Tchad.
Charte de la transition du Tchad (2021)
La Constitution de la république du Tchad est la loi fondamentale du Tchad en vigueur depuis le 29 décembre 2023, après son adoption par référendum le 17 décembre de la même année.

## Contenu

Carte des 23 provinces du Tchad.

La nouvelle constitution soumise à référendum reprend en grande partie le texte de la Constitution de 1996. Contrairement à celle de 2018, celle-ci bénéficie en effet d'une meilleure image, étant le fruit de nombreuses consultations ayant abouti à un consensus au cours du dialogue national inclusif et souverain (DNIS) en 2022,,.
Le texte de cette nouvelle loi fondamentale — la onzième depuis l'indépendance du pays en 1960 — opère ainsi un retour à un régime semi-présidentiel qui vient remplacer celui présidentiel de 2018 en confirmant la restauration du poste de Premier ministre en tant que chef du gouvernement responsable devant l'Assemblée nationale, distinct du rôle de chef de l’État du président de la République. Le mandat de ce dernier passe de six à cinq ans, toujours renouvelable une seule fois de manière consécutive. L'âge minimum des candidats à la présidence est quant à lui abaissé de 40 à 35 ans. Le projet de constitution entérine par ailleurs l'existence du Sénat, théoriquement créé par la constitution de 2018 mais encore jamais mis en place, ainsi que le découpage du pays en 23 régions, ou provinces,.
Le texte est par ailleurs remarqué pour son objectif de restauration de plusieurs droits, concepts et institutions démocratiques qui s'étaient vu retirées du texte de 1996 par une succession de révisions constitutionnelles sous les présidences d'Idriss Déby. En termes de séparation des pouvoirs, l'indépendance proclamée de la justice est ainsi consolidée en attribuant la présidence du Conseil supérieur de la magistrature non plus au président de la République mais au président de la Cour suprême, auparavant second vice-président. La Haute Cour de justice, placée 2018 sous la juridiction de la Cour suprême, retrouve également son indépendance en tant qu'institution, ainsi que la seule détention du pouvoir de juger pour haute trahison le président de la République, ceux des autres institutions ainsi que les membres du gouvernement et leur éventuels complices. Il en va de même pour le Conseil constitutionnel, qui retrouve son indépendance de la Cour suprême et exerce seul le contrôle de constitutionnalité des lois, des lois organiques, des décrets et des traités internationaux. Son contrôle s'effectue de manière automatique avant leur promulgation mais également à posteriori sur la base d'un contentieux transmis au Conseil par une cour ordinaire. Le Conseil juge également les contentieux en matière électorale, et fait prêter serment au président de la République nouvellement élu. Au niveau de la justice militaire, une Cour d'appel est créée, s'ajoutant aux tribunaux militaires et à la Haute cour militaire déjà existants. Enfin, la Cour des comptes se voit élargie de 13 à 21 membres par l'inclusion de représentants de la magistrature.
En termes de droits fondamentaux, le texte proposé crée le poste de Médiateur de la République et constitutionnalise la Commission indépendante pour les droits humains, une autorité administratives désormais officiellement chargée de promouvoir et protéger les libertés individuelles. S'il conserve le Conseil économique, social, culturel et environnemental, le Haut conseil des collectivités autonomes et des chefferies traditionnelles ainsi que le Haute Autorité des médias et de l'audiovisuel, le nouveau texte instaure également une Agence nationale chargée de la gestion des élections (ANGE) qui vient remplacer de manière permanente la Commission électorale nationale indépendante (CENI) auparavant temporaire et placée sous l'autorité du gouvernement. Le changement de nom répond notamment à une demande exprimée lors du dialogue national inclusif, celui de CENI étant jugé trop chargé par l'expérience du régime autoritaire d'Idriss Déby,.